# Naoki Makino
Naoki Makino (født 11. november 1976) er en tidligere japansk fodboldspiller.
Han har spillet for flere forskellige klubber i sin karriere, herunder Verdy Kawasaki og Ventforet Kofu.